# Бабырь, Алексей Олегович
Алексе́й Оле́гович Бабырь (укр. Олексій Олегович Бабир; род. 15 марта 1990, Симферополь) — украинский и российский футболист, нападающий ялтинского «Рубина».

## Биография

### Клубная карьера
С 2003 года по 2007 год выступал в детско-юношеской футбольной лиге Украины за симферопольское училище олимпийского резерва (УОР). Тренер — Эльведин Эюпов.
Летом 2007 года попал в «Крымтеплицу» из Молодёжного, где главным тренером был Александр Гайдаш. 19 августа 2007 года дебютировал в составе команды в Первой лиге Украины в выездном матче против киевской «Оболони» (3:1), Бабырь вышел на 63 минуте вместо Андрея Гайдаша. В ноябре 2007 года в составе команды выиграл Кубок Крымтеплицы, а в феврале 2009 года на этом турнире стал бронзовым призёром. Также параллельно с игрой за «Крымтеплицу» играл за местный «Спартак» в чемпионате Крыма. В 2007 году стал чемпионом Крыма. В 2008 и 2009 году в составе «Спартака» выигрывал — Кубок мэра Симферополя. Бабырь также провёл за «Спартак» 1 матч в Кубке украинской лиги в 2009 году.
Всего за «Крымтеплицу» выступал на протяжении двух с половиной лет и сыграл за команду в Первой лиге в 63 матчах и забил 7 мячей, в Кубке Украины провёл 5 матчей.
В феврале 2010 года побывал на просмотре в краковской «Висле». В начале апреля 2010 года был заявлен за луцкую «Волынь», до этого был на просмотре в этом клубе. 3 апреля 2010 года дебютировал в составе «Волыни» в матче против «Феникс-Ильичёвеца» (4:0), Бабырь начал матч в основе, но на 58 минуте был заменён на Евгения Павлова. В сезоне 2009/10 «Волынь» заняла второе место в Первой лиге, уступив лишь «Севастополю», вышла в Премьер-лигу Украины. В Премьер-лиге дебютировал 7 августа 2010 года в домашнем матче против луганской «Зари» (0:1), Бабырь вышел в перерыве вместо Евгения Павлов.
В конце августа 2013 года на правах аренды перешёл в ужгородскую «Говерлу». Дебютировал за ужгородцев 31 августа 2013 года, в матче против полтавской «Ворсклы». В конце апреля 2014 получил российское гражданство. 17 июля стал игроком клуба «Тосно» из российской ФНЛ. Провёл за команду два матча и в январе 2015 расторг контракт. Позже перешёл в «Скиф» Симферополь. С сентября 2015 по март 2016 играл за «Евпаторию» в Премьер-лиге крымского футбольного союза. В марте 2016 года перешёл в белорусский клуб «Гранит» Микашевичи, за который выступал до конца сезона. В июне стал игроком клуба ФНЛ «Нефтехимик», в котором провёл сезон-2016/17. Следующий сезон начал а «Волгаре». В апреле 2018 года был выведен из состава команды с формулировкой «в связи со снижением спортивного мастерства и ненадлежащим отношением к делу». Сезон 2018/19 провёл в «Нефтехимике», после чего перешёл в пермскую «Звезду».

### Карьера в сборной
В сентябре 2008 года был вызван Юрием Морозом в юношескую сборную Украины до 19 лет. 8 сентября 2008 года дебютировал в составе сборной в товарищеском матче против Бельгии (2:0), Бабырь вышел в перерыве и на 79 минуте забил гол с углового. Также Бабырь вызывался в студенческую сборную Украины.
В ноябре 2010 года был вызван Павлом Яковенко в молодёжную сборную Украины на матч против Чехии. В этой игре он не сыграл. В августе 2011 года принял участие в турнире памяти Валерия Лобановского. На турнире он сыграл в двух играх, в полуфинале сыграл в матче против Израиля (3:0). В финале Украина уступила Узбекистану (0:0 основное время и 7:8 по пенальти), в серии послематчевых пенальти Бабырь единственный из сборной не реализовал удар.

## Достижения
- Серебряный призёр Первой лиги Украины: 2009/10
- Победитель Первенства ПФЛ (Россия): 2018/19 (группа «Урал-Приволжье»)